# 西維珍尼亞州第二國會選區
西弗吉尼亞州第二國會選區（英語：Second Congressional District of West Virginia）是美国西維吉尼亞州三個國會選區之一，始於1863年，2013年起位於該州的中部。
該選區在2000年以後的總統選區一直支持共和黨，在眾議員選舉方面，一直處於共和民主兩黨競爭的局面。目前當區眾議員為2015年上任的、共和黨的阿萊克斯·穆尼。